# Alexandre Sambat
Alexandre Sambat (Makokou, 4 octobre 1948 - Couilly-Pont-aux-Dames, 19 septembre 1998,,) est un politicien et diplomate gabonais. Il fut ambassadeur du Gabon aux États-Unis de 1991 à 1993 avant de rejoindre l'opposition et d'être un candidat malheureux à l'élection présidentielle gabonaise de 1993. Après cette élection, il fit partie du gouvernement jusqu'à sa mort en 1998.
Né à Makokou, fils de l'ogooué Ivindo, Alexandre Sambat surnommé "SALEX", nait sous le patronyme Mangoundè. La légende veut que le nom Sambat lui aurait été attribué par son père en hommage à l'un des proches de ce dernier.
De son cursus, on retiendra principalement qu'il fut ingénieur chimiste mais aussi doctorant en psychologie industrielle. Il laissera son impact dans la toute puissante compagnie pétrolière Shell à l'époque. Il fut ministre de l'Éducation nationale avant d'être ministre d'État du Tourisme, des Loisirs et des Parcs nationaux le 18 novembre 1987. Il fut nommé ambassadeur auprès des États-Unis le 26 avril 1991 et présenta ses lettres de créances le 11 juin 1991.
Une composition musicale de son cru
, « World peace song », fut jouée en janvier 1992 ; Sambat chantait et jouait au clavier. L'œuvre se caractérise par un refrain brillant et mélodique. Les paroles sont en anglais et en français.
Après l'élection de 1993, il rejoint à nouveau le gouvernement ; en 1995, il est ministre des droits de l'homme. Il fut le seul membre de l'opposition dans le gouvernement constitué le 28 janvier 1997 ; il y occupa le poste de ministre de la jeunesse, des sports et des loisirs.
Sambat resta ministre de la jeunesse et des sports jusqu'à ce qu'il meure d'une rupture d'anévrisme dans un hôpital parisien en septembre 1998. Pierre Emboni lui succéda au ministère.